# John Ponsonby (4. hrabia Bessborough)
John William Ponsonby, 4. hrabia Bessborough (ur. 31 sierpnia 1781, zm. 16 maja 1847 w Dublinie), brytyjski arystokrata i polityk, członek stronnictwa wigów, minister w rządach lorda Greya i lorda Melbourne'a.

## Życiorys
Był najstarszym synem Fredericka Ponsonby’ego, 3. hrabiego Bessborough, i lady Henrietty Spencer, córki Johna Spencera, 1. hrabiego Spencer. Od 1793 r. nosił tytuł grzecznościowy "wicehrabiego Duncannon". Wykształcenie odebrał w Harrow School oraz w Christ Church na Uniwersytecie Oksfordzkim. W 1799 r. uzyskał tytuł bakałarza, a w 1802 r. magistra.
W 1805 r. został wybrany do Izby Gmin jako reprezentant okręgu Knaresborough, jednak utracił mandat już w 1806 r. Do parlamentu powrócił w 1810 r. z okręgu Higham Ferrers. W 1812 r. zmienił okręg na Malton. Od 1826 r. reprezentował okręg wyborczy Kilkenny County. W latach 1832–1834 był deputowanym z okręgu Nottingham. W 1834 r. otrzymał tytuł 1. barona Ducannon i zasiadł w Izbie Lordów. Po śmierci ojca w 1844 r. odziedziczył tytuł 4. hrabiego Bessborough.
Duncannon został w 1831 r. pierwszym komisarzem ds. lasów w rządzie Greya. W 1834 r. został na krótko ministrem spraw wewnętrznych. W latach 1835–1841 ponownie był pierwszym komisarzem ds. lasów. Dodatkowo do 1840 r. był Lordem Tajnej Pieczęci. W latach 1846–1847 był Lordem Namiestnikiem Irlandii. Ponadto był Lordem Namiestnikiem Carlow w latach 1830–1838 i Kilkenny w latach 1838–1847. Zmarł na puchlinę wodną w 1847 r.

## Rodzina
16 listopada 1805 r. w Londynie poślubił lady Marię Fane (11 maja 1787 – 19 marca 1834), córkę Johna Fane'a, 10. hrabiego Westmorland, i Sarah Anne Child, córki Roberta Childa. John i Maria mieli razem siedmiu synów i trzy córki:
- Maria Jane Elizabeth Ponsonby (zm. 13 września 1897), żona Charlesa Ponsonby’ego, 2. barona de Mauley, miała dzieci
- Kathleen Louisa Georgina Ponsonby (zm. 9 lipca 1863), żona Fredericka Tighe'a, nie miała dzieci
- John George Brabazon Ponsonby (14 października 1809 – 28 stycznia 1880), 5. hrabia Bessborough
- William Wentworth Brabazon Ponsonby (1812 – 1831)
- Augusta Lavinia Priscilla Ponsonby (11 maja 1814 – 19 listopada 1904), żona Williama Petty’ego-FitzMaurice’a, hrabiego Kerry, Charlesa Gore'a, miała dzieci z obu małżeństw
- Frederick George Brabazon Ponsonby (11 września 1815 – 11 marca 1895), 6. hrabia Bessborough
- George Arthur Brabazon Ponsonby (17 maja 1820 – 1841)
- Walter William Brabazon Ponsonby (13 sierpnia 1821 – 24 lutego 1906), 7. hrabia Bessborough
- Spencer Cecil Ponsonby-Fane (14 marca 1824 – 1 grudnia 1915)
- Gerald Henry Brabazon Ponsonby (17 lipca 1829 – 30 listopada 1908), ożenił się z lady Mary Coventry, miał dzieci